# Witsnuitdolfijn
De witsnuitdolfijn (Lagenorhynchus albirostris) is een walvissoort die behoort tot de dolfijnenfamilie. Het is een robuust gebouwde dolfijn met zwarte, witte en grijze kleuren, een witachtige snuit en een licht gekleurd zadel achter de prominente rugvin. De soort komt alleen voor in de gematigde en subarctische Noord-Atlantische Oceaan en is meestal te vinden in het relatief ondiepe water van het continentaal plat. De dieren eten vooral vissoorten uit de kabeljauwfamilie. De populatieontwikkeling van de witsnuitdolfijn is slecht bekend. De soort wordt momenteel vermeld als niet bedreigd door de International Union for Conservation of Nature and Natural Resources en staat vermeld in bijlage II van de Convention on International Trade in Endangered Species of Wild Fauna and Flora.

## Beschrijving

De volwassen witsnuitdolfijn is 2,4–2,9 m lang

De witsnuitdolfijn is robuust gebouwd vergeleken met de meeste andere dolfijnen, met een relatief korte, dikke snuit die 5–8 cm uitsteekt vanaf het bolle voorhoofd. De lange, sikkelvormige rugvin bevindt zich ongeveer halverwege de rug. Het kleurpatroon van de huid is complex en verandert met de leeftijd. Zoals de naam aangeeft, hebben witsnuitdolfijnen in eerste instantie een witte of witachtige snuit, die bij veel volwassen individuen verkleurd is tot asgrijs. De kleur van de snuit loopt vaak enkele cm naar achteren door naar de basis van het bolle voorhoofd. De rug, de flanken en de rest van het bolle voorhoofd zijn donkergrijs, terwijl de rugvin, de flippers en de staartvin over het algemeen bijna zwart zijn, met uitzondering van een grijs zadel achter de rugvin en lichte vlekken op de voorrand van de flippers en rugvin bij volwassenen. Een lichte vlek omringt het oog, met een donkerder gedeelte direct rond het oog. De donkergrijze gebieden van de rug en de flanken hebben een blekere strook, van rondom de flippers over de flanken naar de aars. Een ander lichtgrijs gebied op het voorstel deel van de flanken ligt tussen de flipper en de flankvlek. De buik is geheel lichtgrijs met een smalle zuiver witte middenband vanaf de flippers tot aan de aars. Dit algemene patroon varieert tussen individuen, verandert met de leeftijd en verschil mogelijk ook over het verspreidingsgebied. Het langst bekende exemplaar is een mannetje van 310 cm uit de wateren rond de Britse eilanden, maar slechts weinig exemplaren bereiken een totale lengte van 3 meter. Volwassen mannetjes zijn groter dan de vrouwtjes omdat ze langer doorgroeien. Volwassen vrouwtjes uit de Noordzee waren 240–265 cm met een gemiddelde lengte van ongeveer 250 cm en mannetjes 250–290 cm met een gemiddelde lengte van ongeveer 270 cm. Het gewicht van de volwassen dieren is 180–275 kg. Volwassen vrouwtjes die in de oostelijke Noordzee strandden, hadden een rugvin van 22–38 cm hoog, de flipper gemeten langs de voorrand 32–48 cm en de wijdte van de staartvin 42–70 cm. Volwassen mannetjes die in hetzelfde gebied waren gestrand, hadden een rugvin van 26–40 cm hoog, de voorrand van de flipper 36–52 cm en de staartvin was van 52–83 cm wijd.

### Anatomie

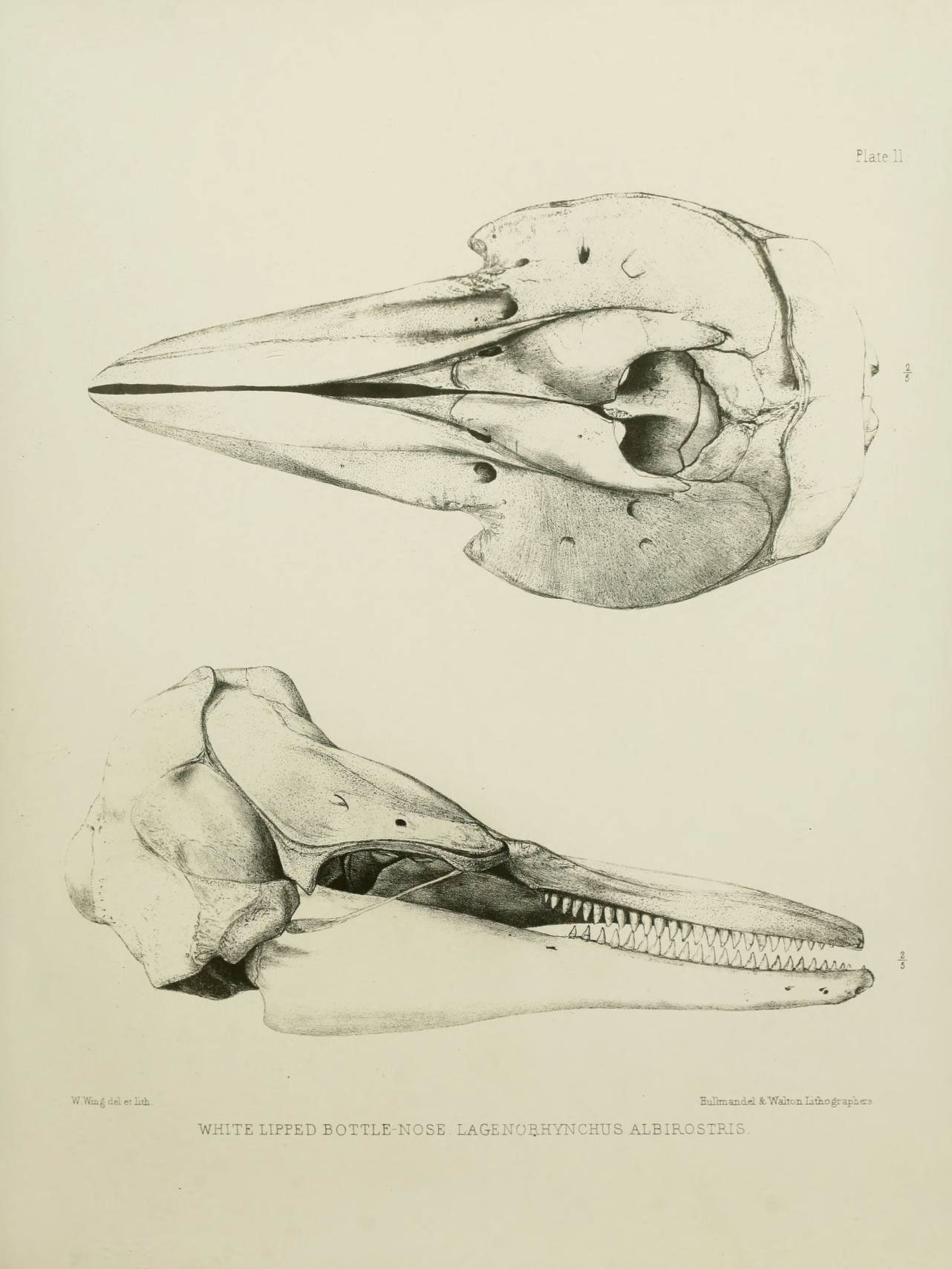
Tekeningen van de schedel

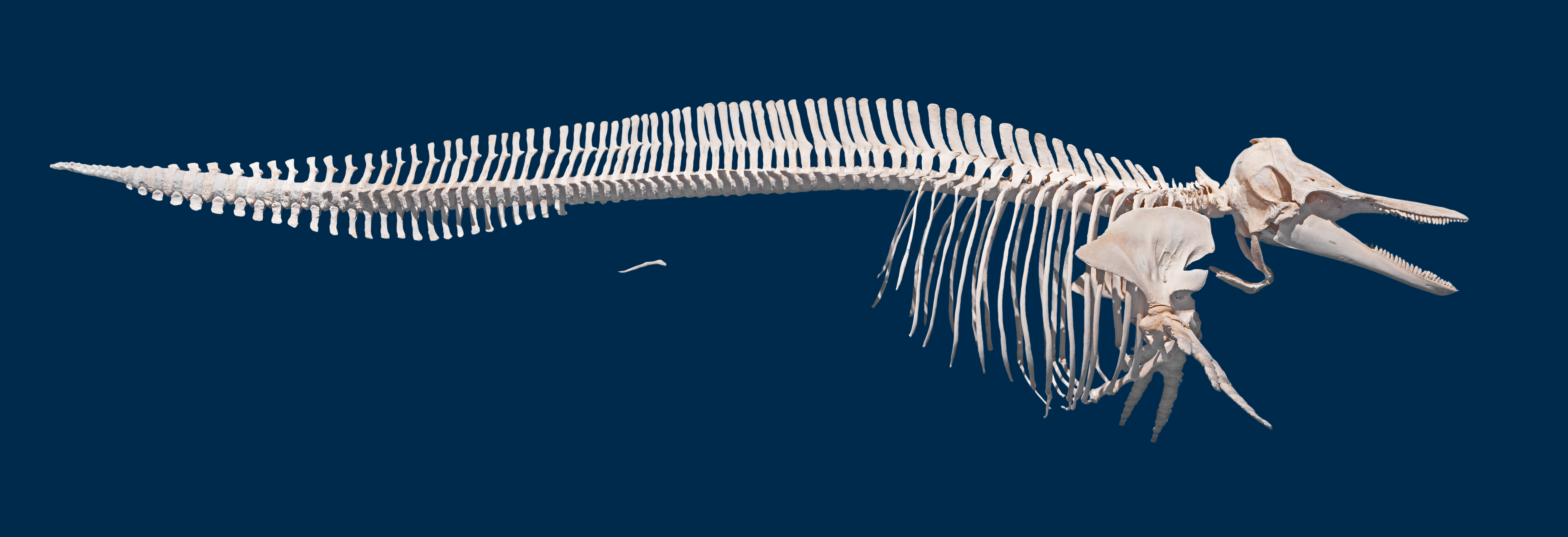
Skelet

De tandformule van de witsnuitdolfijn is 25–28 tanden met een identieke vorm in elke helft van zowel de boven- als onderkaak, maar de 3 voorste tanden steken vaak niet boven het tandvlees uit. Er zijn ongeveer 93 wervels: 7 halswervels, 14 borstwervels, 27 lendenwervels en 45 staartwervels. Dit is een van de hoogste aantallen wervels bij dolfijnen. De wervels hebben kort, breed wervellichaam, een lang doornuitsteeksel en twee lange dwarsuitsteeksels. Dit is een aanpassing aan een hoge zwemsnelheid, maar dat gaat ten koste van de wendbaarheid. De bovenste twee halswervels zijn altijd met elkaar vergroeid, maar vaak geldt dat voor alle zeven. De flipper heeft in totaal 13 vingerkootjesː 2 duimkootjes, 6 wijsvingerkootjes, 4 middelvingerkootjes, 1 ringvingerkootje en geen pinkkootjes. Bij de mens zijn dat er in totaal 14ː 2d, 3w, 3m, 3r, 3p. Net als bij alle andere walvissen, ontbreekt aan de buitenkant elk spoor van de achterste ledematen. De linker long weegt 1,1–2,0 kg en de rechter long 1,3–2,2 kg, het hart 0,8–1,9 kg, de lever 1,8–3,4 kg, de nieren 0,3–0,6 kg per stuk, terwijl de bijnieren minuscuul zijn met 2–8 g. De onderhuidse vetlaag of blubber is 18–31 mm dik. De blubber ontbreekt op de flippers, rug- en staartvin. Daar wordt het warmteverlies beperkt doordat de slagaderen en aderen vlak naast elkaar liggen zodat het warme bloed dat naar het oppervlak stroomt afgekoeld wordt tegen het koude bloed dat terugstroomt naar het lichaam en daarbij opgewarmd wordt. Dit functioneert dus als een warmtewisselaar.

### Ontwikkeling
De lengte bij de geboorte wordt geschat op 1,1–1,2 m, bij een gewicht van ongeveer 40 kg. De leeftijd en lengte waarop het spenen plaatsvindt, zijn niet bekend. Gedurende de eerste 3 jaar groeien de jongen van beide geslachten tot ongeveer 2,1 m, waarna de groeisnelheid afneemt. Vrouwtjes stoppen met groeien na ongeveer 5 jaar, maar mannetjes blijven nog 5 jaar doorgroeien, zodat volwassen mannetjes gemiddeld groter zijn dan vrouwtjes. Embryo's en pasgeboren dieren hebben 4–8 snorharen, maar die verdwijnen net als bij alle andere walvissen na verloop van tijd.

### Verschillen met gelijkende soorten
De witsnuitdolfijn kan het gemakkelijkst worden verward met de witflankdolfijn, waarvan deze verschilt door de witte of grijze snuit, een lichtgrijs tot wit zadel achter de rugvin en het ontbreken van een geelachtig veld op de achterflank. Witsnuitdolfijnen onderscheiden zich van andere Noord-Atlantische dolfijnen door meer dan 20 tanden aan elke kant en een kortere, minder dan 24 cm lange en meer dan 12½ cm brede snuit. De witsnuitdolfijn heeft 88-93 wervels, meer dan veel andere walvisachtigen. Alleen walvisdolfijnen (Lissodelphis – tot 90 wervels) en Dalls bruinvis (tot 98 wervels) hebben ongeveer evenveel of meer tanden, en geen van beide komen voor in de Noord-Atlantische Oceaan.

## Taxonomie
De witsnuitdolfijn is voor het eerst wetenschappelijk beschreven in 1846 door Thomas Brightwell (niet de Chancellor of the University of Oxford, 1388–1390) die meende dat het ging om de soort die in 1780 was beschreven door Otto Fabricius als Delphinus tursio. John Edward Gray realiseerde zich dat de soort die Brightwell had beschreven een andere soort betreft dan die van Fabricius en hij gaf de soort zijn huidige wetenschappelijke naam Lagenorhynchus albirostris datzelfde jaar. Ook Heinrich Gottlieb Ludwig Reichenbach realiseerde zich in 1846 dat Brightwell een naam had gebruikt die al bezet was door een andere soort en hij paste deze daarom aan tot Delphinus pseudotursio. Tot slot gaf Daniel Frederik Eschricht, wederom in 1846, een korte beschrijving van het skelet van een nieuwe dolfijnensoort die hij Delphinus ibsenii noemde, maar hij publiceerde nooit een uitgebreide beschrijving. Gray gebruikte voor de soort in 1847 de naam Delphinus albirostris. In 2009 heeft Carl Christian Kinze vastgesteld dat de naam van Gray dateert van vóór die van Eschricht, en daarom voorgaat (of in taxonomisch jargonː prioriteit heeft). Pierre Joseph Van Beneden meende in 1860 dat Lagenorhynchus moet worden beschouwd als een ondergeslacht van Delphinus en creëerde daarmee de combinatie Delphinus (Lagenorhynchus) albirostris.

### Verwantschap
De witsnuitdolfijn behoort tot de orde walvissen, onderorde tandwalvissen, familie dofijnen. In de eerdere opvattingen die gebaseerd waren op morfologie, omvatte het geslacht Lagenorhynchus zes soorten dolfijnen met korte snuiten. Uit vergelijkend onderzoek van homologe genen is echter gebleken dat deze brede definitie van het geslacht polyfyletisch is, dat wil zeggen dat ze ten minste twee niet-verwante lijnen omvat. De dolfijn van Peale, de zandloperdolfijn, de witgestreepte dolfijn en de donkergestreepte dolfijn, vier soorten uit de Stille Oceaan en de Zuidelijke Oceaan, vormen tegenwoordig samen het geslacht Sagmatias, een onderdeel van de onderfamilie Lissodelphininae. De twee Noord-Atlantische soorten die in eerste instantie tot het geslacht Lagenorhynchus werden gerekend zijn de witflankdolfijn (Leucopleurus acutus) en de witsnuitdolfijn. De voorouders van deze twee soorten takken als eerste af van de voorouder van de overige soorten van de dolfijnenfamilie. Maar onduidelijk is of het zustersoorten zijn, en samen de onderfamilie Lagenorhynchinae vormen, of dat hun voorouders elk afzonderlijk af zijn gesplitst van de gemeenschappelijke voorouder van de overige dolfijnensoorten, zodat ze elk hun eigen onderfamilie vormen.

### Naamgeving
De naam Lagenorhynchus is samengesteld uit het Latijnse woord lagena dat fles betekent, en het Griekse ῥύγχος (rhúnkhos) wat snuit of snavel betekent. De soortnaam, albirostris is Latijn en betekent witte snavel. In andere talen heet de soort hvidnæse (Deens); white-beaked dolphin (Engels), kjarthvitur springari (Faeröers), dauphin avec bec blanc (Frans), Weißschnauzendelfin (Duits), ardluarsuk (Groenlands), Blettahnýðir of Hnýðingur (IJslands), deilf na ngoba bána (Iers), kvitnos (Noors), delfin biasosie (Pools), belomordyi del’fin (Russisch), delfin de hocicio blanco (Spaans), en vitnosdelfin (Zweeds). Ook wordt hij vaak springer of jumper genoemd, vooral in delen van Canada, de Faeröer en Noorwegen, maar deze namen worden ook gebruikt voor de witflankdolfijn.

## Gedrag
De witsnuitdolfijn vertoont, net als andere dolfijnen, de neiging om sociale groepen te vormen. De meeste meldingen gaan over een gemiddelde groepsgrootte van minder dan 10 dieren. Grote sociale groepen uit IJsland tellen tot wel 100 individuen en zelfs grotere groepen zijn bekend uit de Barentszzee. Voor de kust van West-Groenland gebruikten grote groepen wateren van 300 tot 1.000 m diep en kleinere groepen werden in nog diepere wateren gezien.

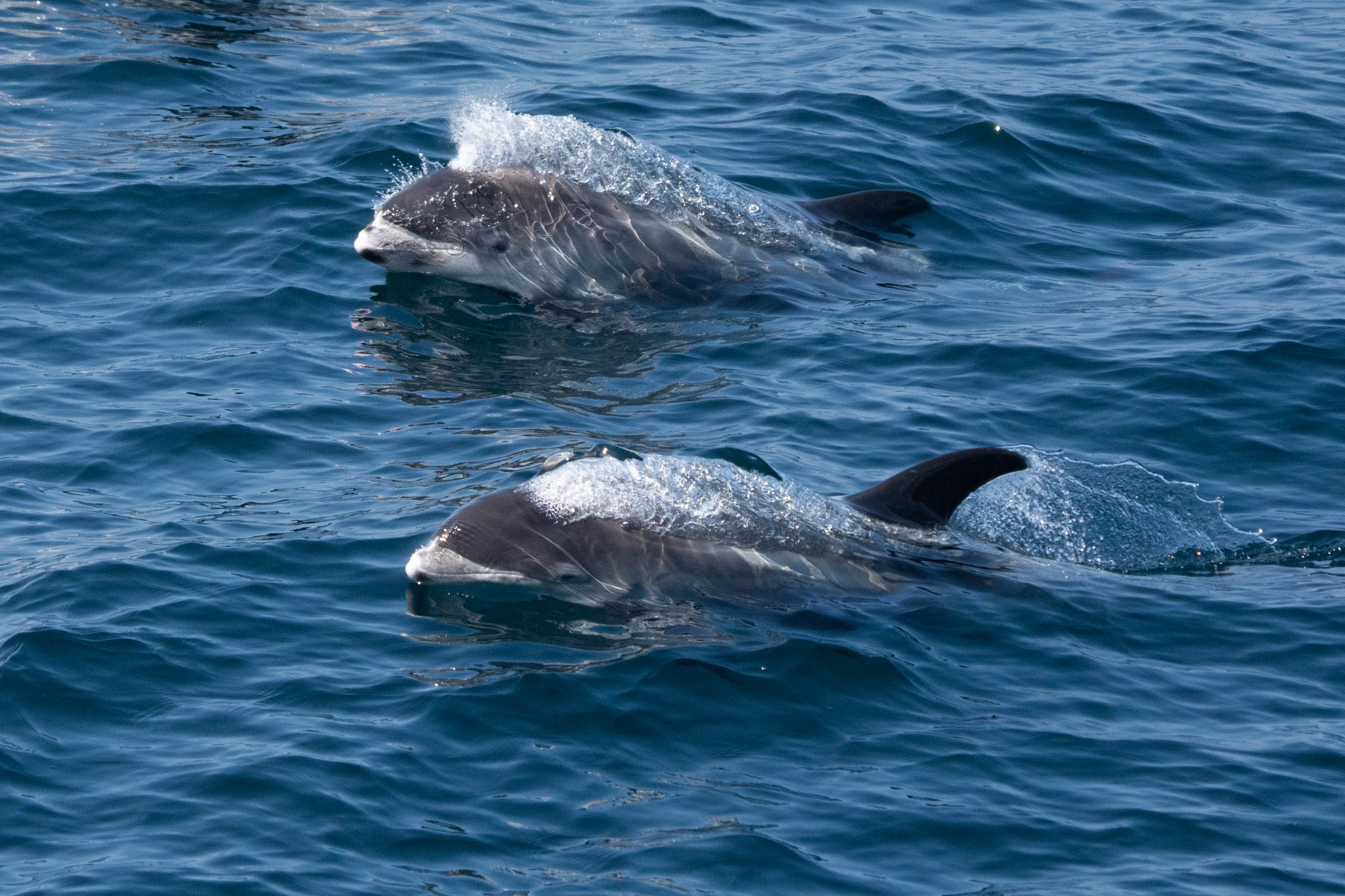
Witsnuitdolfijnen aan het oppervlak

De witsnuitdolfijn nadert soms schepen, surft op de boeggolven, maar meestal niet veel langer dan enkele minuten. Ze scheuren het wateroppervlak als het ware open, waarbij veel schuim en een hoge sikkelvormige rugvin zichtbaar zijn. Ook springt deze soort regelmatig uit het water, vaak verticaal. Dergelijke dieren landen op rug, buik of flank en lijken wel een zo groot mogelijke plons te willen veroorzaken. Meestal blijft het bij drie of vier sprongen, waarna de dieren weer gewoon gaan zwemmen. Regelmatige, horizontale sprongen, zoals bij snel zwemmende tuimelaars of gewone dolfijnen, worden eigenlijk nooit gezien. Hoewel hij gewoonlijk een snelheid van 6–12 km/u haalt, zijn er snelheden van 30 km/u bekend. Een juveniel mannetje uit IJsland dook gemiddeld 28 seconden naar 24 meter, maar met duiken van 78 seconden kwam hij op 45 meter diep. Meer dan de helft van de jacht leek plaats te vinden nabij de zeebodem. Snel zwemmen wordt vaak afgewisseld met trage bewegingen, waarbij allerlei kanten op gezwommen wordt, meestal kriskras door elkaar heen. Hierbij doorbreekt de hoge rugvin het oppervlak en zijn het witte zadel en de witte veeg over de flank (vóór de rugvin) de meest opvallende kenmerken. Sportvissers en jachten in de Zuidelijke Bocht komen vroeg of laat allemaal wel een groepje witsnuitdolfijnen tegen.

### Voedsel
Hoewel vaak waargenomen in de buurt van scholen haring en makreel, geven analyses van de maaginhoud aan dat de witsnuitdolfijn sterk afhankelijk is van vis uit de kabeljauwfamilie. In een Nederlandse steekproef vormden deze vissen qua gewicht 98% van de prooidieren. De belangrijkste prooisoorten zijn kabeljauw, wijting, schelvis en dwergbolk.

### Interacties met andere dieren
Jan-van-genten en zeekoeten profiteren mogelijk van de vissen die worden opgejaagd door witsnuitdolfijnen. Deze dolfijnen zelf worden soms waargenomen in de buurt van voedende baleinwalvissen, zoals gewone vinvissen en bultruggen. De soort vormt soms gemengde groepen met verschillende andere soorten dolfijnen, waaronder gewone dolfijnen, grienden, tuimelaars, gramper en witflankdolfijn. De witflankdolfijn vervangt de witsnuitdolfijn naarmate de waterdiepte toeneemt. Wanneer de temperatuur van het zeeoppervlak hoger wordt dan 13–14 °C, vervangen gewone dolfijnen de witsnuitdolfijn op het continentaal plat van het Verenigd Koninkrijk en Ierland. In Schotland foerageert de witsnuitdolfijn dieper en verder van de kust dan gewone dolfijnen. Op een witsnuitdolfijn in de buurt van IJsland werden tandafdrukken gevonden die waarschijnlijk gemaakt zijn door orka's, en een jachtpartij door orka's op witsnuitdolfijnen werd gefilmd in de buurt van Schotland. Er zijn echter bruinviskalveren gevonden met littekens die vermoedelijk afkomstig zijn van witsnuitdolfijnen.

### Voortplanting
Bevruchting vindt waarschijnlijk plaats in de zomer, zoals wordt afgeleid van het feit dat de teelballen in deze tijd omstreeks 3 maal zo zwaar zijn als in de winter. De draagtijd is ongeveer 11 maanden en de jongen worden geboren tussen juni en september. Er zijn geen meerlingen bekend.

## Verspreiding
De witsnuitdolfijn is endemisch in de koelere gematigde en subarctische Noord-Atlantische Oceaan. Het verspreidingsgebied strekt zich uit in het zuiden tot ongeveer Cape Cod in de VS en Het Kanaal in Europa en wordt in het noorden begrensd door het pakijs. De dichtheid is groter op het continentaal plat rond het schiereiland Labrador en het zuidwesten van Groenland, rond IJsland, rond het noordelijke deel van de Britse Eilanden en de Noordzee, en het continentaal plat langs de Noorse kust. Het is niet bekend uit de zeeën rond de Arctische Canadese eilanden. Het is de meest voorkomende dolfijn op IJsland. Het lijkt erop dat de soort ook voorkomt in de westelijke Barentszzee, met uitzondering van de meest noordelijke delen. De dieren worden voornamelijk waargenomen in wateren met een diepte van 60 tot enkele honderden meters. In de Noordzee is het veruit de talrijkste dolfijnensoort, waarvan de grootste aantallen zich in Schotse wateren ophouden. In de Nederlandse Noordzee is de witsnuitdolfijn na de bruinvis de meest voorkomende walvisachtige. Deze dolfijnen benaderen de kust zelden of nooit, maar sportvissers of zeiljachten op een tiental kilometers uit de kust maken al een heel grote kans om een groepje van deze dolfijnen te ontmoeten. De laatste jaren zijn er vele tientallen waarnemingen vastgelegd (zie de verwijzing naar de Marine Mammal Database hieronder).

## Behoud
De witsnuitdolfijn is een algemene soort in de Noordelijke Atlantische Oceaan en is op veel plaatsen de meest voorkomende dolfijnensoort. Schatting geven voor Labrador 35 honderd, West-Groenland 12 duizend, IJsland 31 duizend, en de Noorse wateren van de Noordzee tot Spitsbergen 91 tot 132 duizend dieren. De soort is in het verleden bejaagd door de mens bij Canada, IJsland en Noorwegen. Tegenwoordig is er nog jacht voor de kust van Groenland, en soms komen ze per ongeluk terecht in netten. De dieren hebben soms wonden of littekens omdat ze verstrikt zijn geraakt in afval zoals lijnen en netten. Waarschijnlijk omdat witsnuitdolfijnen hoog in de voedselpiramide staan, bevatten ze hoge concentraties zware metalen en persistente synthetische stoffen. De aangetroffen concentraties chloorkoolwaterstoffen liggen boven het niveau waarop ze bij zeehonden het succes van de voortplanting verminderen. Op de oostpunt van Ameland, zijn op 27 december 2009 twee witsnuitdolfijnen gestrand, een moeder en een jong. Bij de ontdekking was de jonge dolfijn dood en de moeder was erg verzwakt en aangepikt door meeuwen. In overleg met het Dolfinarium Harderwijk werd besloten haar te laten inslapen. De dode dieren werden voor onderzoek naar Naturalis in Leiden gebracht. In 2011 zijn twee levende witsnuitdolfijnen aangespoeld. De eerste is na een intensive behandeling helemaal hersteld. Het tweede, jonge dier dat op 4 december is gestrand is de volgende dat geëuthanaseerd vanwege haar slechte gezondheid en haar leeftijd.